# Hypospila warreni
Hypospila warreni är en fjärilsart som beskrevs av Embrik Strand 1919. Hypospila warreni ingår i släktet Hypospila och familjen nattflyn. Inga underarter finns listade i Catalogue of Life.